# پردیس سینمایی جام جم
پردیس سینمایی جام جم یک پردیس سینمایی در شهر پردیس، استان تهران است.
این سینما که در اردیبهشت ۱۳۹۲ تأسیس شده دارای ۳ سالن نمایش با ظرفیت ۲۷۳ نفر است.